# Causses-et-Veyran
Causses-et-Veyran è un comune francese di 624 abitanti situato nel dipartimento dell'Hérault nella regione dell'Occitania.

## Società

### Evoluzione demografica
Abitanti censiti